# Hallasan
Der Hallasan ist mit 1950 m über Meer der höchste Berg Südkoreas und liegt auf der Insel Jejudo, südlich der Koreanischen Halbinsel. Die Schreibweise seines Namens ist in Süd- und Nordkorea unterschiedlich. In Südkorea wird er 한라산 (han-ra-san) geschrieben, in Nordkorea 한나산 (han-na-san). Umschrift und Aussprache sind jedoch in beiden Fällen dieselbe, nämlich Hallasan.

## Beschreibung
Der Hallasan ist ein ruhender Schildvulkan, der vor etwa 300.000 bis 100.000 Jahren entstanden ist und bis vor etwa 5000 Jahren aktiv war. Einige Quellen führen 1002 bzw. 1007 für einen historisch dokumentierten Ausbruch an. Dabei wird jedoch beschrieben, dass „ein Berg mitten im Meer aufstieg“, so dass es sich wohl nicht um einen Ausbruch des Hallasan selber gehandelt hat.
An den Hängen des Hallasan finden sich ca. 350 Flankenvulkane, der Gipfel besteht aus einem Krater mit einem Durchmesser von ca. 400 m. Dort befindet sich auch ein Kratersee namens Baengnokdam (백록담/白鹿潭), was übersetzt See des weißen Hirschs bedeutet. Vereinzelt findet man an den Berghängen Thermalquellen.

## Wanderwege
Der Berg kann über vier verschiedene Routen erklommen werden, wobei derzeit jedoch aus Naturschutzgründen nur die Routen über den Soengpanak-Trail und den Gwaneumsa-Trail bis zum Gipfel führen. Die beiden Routen über den Eorimok-Trail bzw. über den Yeongsil-Trail führen bis zur Witseoreum-Hütte auf 1700 m.
Am Start des Aufstieges von Norden befindet sich zudem der Tempel Gwaneumsa, der älteste buddhistische Tempel der Insel. Er wurde während der Goryeo-Dynastie erbaut. Der heutige Tempel wurde allerdings wie viele koreanische Tempel im 20. Jahrhundert nach einer Zerstörung wiederaufgebaut.

## Schutzgebiete
Der Berg und die Umgebung bildet seit 1970 den Hallasan-Nationalpark, von dem ein Teil zusammen mit dem Geomunoreum-Lavaröhrensystem und dem Tuffkegel Seongsan Ilchulbong seit 2007 das Weltnaturerbe Jeju-Vulkaninsel und Lavatunnel der UNESCO bildet. Der Berg selbst wurde zudem zu einem nationalen Monument erklärt.